# Tanzánia az 1984. évi nyári olimpiai játékokon
Tanzánia az egyesült államokbeli Los Angelesben megrendezett 1984. évi nyári olimpiai játékok egyik részt vevő nemzete volt. Az országot az olimpián 2 sportágban 18 sportoló képviselte, akik érmet nem szereztek.

## Atlétika
Férfi
| Versenyző         | Versenyszám | Előfutam | Előfutam | Előfutam | Elődöntő | Elődöntő | Elődöntő | Döntő    | Döntő    |
| Versenyző         | Versenyszám | Idő      | Hely.    | Össz.    | Idő      | Hely.    | Össz.    | Idő      | Helyezés |
| ----------------- | ----------- | -------- | -------- | -------- | -------- | -------- | -------- | -------- | -------- |
| James Igohe       | 1500 m      | 3:39,62  | 6.       | 9.       | 3:41,57  | 10.      | 20.      | kiesett  | kiesett  |
| Zakaria Namonge   | 1500 m      | 3:45,55  | 6.       | 27.      | kiesett  | kiesett  | kiesett  | kiesett  | kiesett  |
| Mohamed Rutitinga | 5000 m      | 14:27,78 | 10.      | 40.      | kiesett  | kiesett  | kiesett  | kiesett  | kiesett  |
| Alphonse Swai     | 5000 m      | 14:22,20 | 11.      | 39.      | kiesett  | kiesett  | kiesett  | kiesett  | kiesett  |
| Zakariah Barie    | 5000 m      | 13:53,00 | 8.       | 30.      | 13:43,49 | 7.       | 18.      | kiesett  | kiesett  |
| Zakariah Barie    | 10 000 m    | 28:15,18 | 3.       | 3.       |          |          |          | 28:32,28 | 13.      |
| Ibrahim Juma      | 10 000 m    | 30:29,50 | 12.      | 36.      |          |          |          | kiesett  | kiesett  |
| Gidamis Shahanga  | 10 000 m    | 28:42,92 | 6.       | 23.      |          |          |          | kiesett  | kiesett  |
| Gidamis Shahanga  | Maraton     |          |          |          |          |          |          | 2:16:27  | 22.      |
| Juma Ikangaa      | Maraton     |          |          |          |          |          |          | 2:11:10  | 6.       |
| Agapius Amo       | Maraton     |          |          |          |          |          |          | 2:16:25  | 21.      |

| Versenyző      | Versenyszám   | Selejtező | Selejtező | Döntő    | Döntő    |
| Versenyző      | Versenyszám   | Eredmény  | Helyezés  | Eredmény | Helyezés |
| -------------- | ------------- | --------- | --------- | -------- | -------- |
| Zakayo Malekwa | Gerelyhajítás | 75,18 m   | 19.       | kiesett  | kiesett  |

Női
| Versenyző       | Versenyszám | Előfutam | Előfutam | Előfutam | Negyeddöntő | Negyeddöntő | Negyeddöntő | Elődöntő | Elődöntő | Elődöntő | Döntő   | Döntő    |
| Versenyző       | Versenyszám | Idő      | Hely.    | Össz.    | Idő         | Hely.       | Össz.       | Idő      | Hely.    | Össz.    | Idő     | Helyezés |
| --------------- | ----------- | -------- | -------- | -------- | ----------- | ----------- | ----------- | -------- | -------- | -------- | ------- | -------- |
| Nzaeli Kyomo    | 100 m       | 12,26    | 5.       | 38.      | 12,53       | 8.          | 29.         | kiesett  | kiesett  | kiesett  | kiesett | kiesett  |
| Nzaeli Kyomo    | 200 m       | 24,68    | 5.       | 26.      | 25,11       | 8.          | 29.         | kiesett  | kiesett  | kiesett  | kiesett | kiesett  |
| Mwinga Mwanjala | 3000 m      | 9:42,66  | 10.      | 27.      |             |             |             |          |          |          | kiesett | kiesett  |

## Ökölvívás
| Versenyző       | Versenyszám     | Selejtező         | 32-es főtábla                          | Nyolcaddöntő                | Negyeddöntő                   | Elődöntő          | Döntő             | Helyezés |
| Versenyző       | Versenyszám     | Ellenfél Eredmény | Ellenfél Eredmény                      | Ellenfél Eredmény           | Ellenfél Eredmény             | Ellenfél Eredmény | Ellenfél Eredmény | Helyezés |
| --------------- | --------------- | ----------------- | -------------------------------------- | --------------------------- | ----------------------------- | ----------------- | ----------------- | -------- |
| David Mwaba     | Légsúly         |                   | Chibou Amna (NIG) · 5:0                | Jeff Fenech (AUS) · 0:5     | kiesett                       | kiesett           | kiesett           | 9.       |
| Rajabu Hussen   | Pehelysúly      | erőnyerő          | Ed Pollard (BAR) · 5:0                 | John Wanjau (KEN) · 1:4     | kiesett                       | kiesett           | kiesett           | 9.       |
| Juma Bugingo    | Kisváltósúly    | erőnyerő          | Kim Donggil (Kim Dong-Gil) (KOR) · RSC | kiesett                     | kiesett                       | kiesett           | kiesett           | 17.      |
| Neva Mkadala    | Váltósúly       | erőnyerő          | Peter Okumu (UGA) · 2:3                | kiesett                     | kiesett                       | kiesett           | kiesett           | 17.      |
| Michael Nassoro | Félnehézsúly    |                   | Juha Hänninen (FIN) · RSC              | Sylvanus Okello (KEN) · 0:5 | kiesett                       | kiesett           | kiesett           | 9.       |
| Willie Isangura | Szupernehézsúly |                   |                                        | erőnyerő                    | Francesco Damiani (ITA) · RSC | kiesett           | kiesett           | 5.       |

RSC – a mérkőzésvezető megállította a mérkőzést